# Puuhevonen
Puuhevonen är det fjärde studioalbumet av det finska poprockbandet PMMP, släppt 4 november 2007 genom Sony BMG.
Albumets genre är barnvisa, till skillnad från deras tidigare poprock-album.

## Låtlista
1. Puuhevonen
2. Jospas minä kissan saisin
3. Lörpötys
4. Katinka
5. Minä soitan harmonikkaa
6. Täti Monika
7. Etkö ymmärrä
8. Hyljätty nukke
9. Magdaleena
10. Neljä kissanpoikaa
11. Mustan kissan tango
12. Suojelusenkeli
13. Ihahaa
14. Pikku Lauri
15. Hyvin hiljaa